# Rostěnice-Zvonovice
Rostěnice-Zvonovice (in tedesco Rosternitz) è un comune della Repubblica Ceca facente parte del distretto di Vyškov, in Moravia Meridionale.